# Кованько Наталія Іванівна
Наталія Іванівна Кованько, до шлюбу Фастович (13 вересня 1899, Ялта — 23 травня, 1967, Київ) — українська акторка німого кіно.

## Біографія
Народилася в Ялті 13 вересня (за іншими даними 9 листопада (рос.)) 1899 року. Сестра Бориса Фастовича.
Вперше знялася в кіно у 1918 році.
Була одружена з режисером Віктором Турянським, разом з яким (і іншими співробітниками кінопідприємства «Товариство І. Єрмольєва») в 1919 році на грецькому товарному судні «Пантера» емігрували до Франції і облаштувались в Парижі. Тут приєдналися до підприємства І. М. Єрмольєва. У 1926 році виїхали в Голлівуд.
Після розлучення Наталія Кованько в 1935 році повернулася в Росію.
Померла 23 травня 1967 року у Києві. За іншими даними — 21 липня 1974 року у Франції.

## Фільмографія
- 1917 — Зачароване коло — Зоя, наречена Жоржа
- 1917 — Йди за мною — Марія
- 1917 — Кози… кізоньки… козли…
- 1917 — Пригоди Стецюри
- 1917 — Так було, але так не буде — Мура, дочка Суріна
- 1918 — Бал Господень — Недда
- 1918 — Болотні міражі — Лія, дочка Гольдберга
- 1918 — Зірка Олімпії
- 1918 — Шукачі перлів — Тата, дочка Маріетти
- 1918—1919 — Ви просите пісень — їх немає у мене
- 1919 — Гріх і спокута — Юлія
- 1919 — Загублена мрія — Ната, дочка купця
- 1920 — Денщик (фр. L'Ordonnance, Франція)
- 1921 — Казки 1000 і однієї ночі (фр. La Contes des mille et une nuit, Франція)
- 1922 — Жан д'Агрев (фр. Jean d'Agreve, Франція)
- 1922 — Ніч карнавалу (фр. Nuit de Carnaval, Франція)
- 1922 — П'ятнадцятий прелюд Шопена (фр. La Quinzieme Prelude de Chopin, Франція)
- 1923 — Пісня торжествуючої любові (фр. Le Chant de l’amour triumphant, Франція)
- 1924 — Жінка в масці (фр. La Dame masquée, Франція)
- 1924 — Зачарований принц (фр. Le Prince charmante, Франція)
- 1926 — Мішель Строгов (фр. Michel Strogoff, Німеччина/Франція) — Надя
- 1934 — Волга в полум'ї (фр. Volga en flammes, Франція/Чехословаччина)